# 자위 문자
자위(جاوي Jawi)는 말레이어 등 동남아시아의 몇몇 언어를 기록하기 위해 만들어진 아랍 문자의 한 변형이다. 브루나이에서 쓰이는 공식 문자 두 개 중의 하나이며, 필리핀, 말레이시아, 인도네시아, 싱가포르의 이슬람교 경전 등에서 쓰인다.

## 역사
자위문자는 몇백년 간 누산타라(말레이 문화권)에 존재해 왔는데, 이슬람과 교류하면서 약 14세기부터 발전한 것이다. 기반은 아랍 문자이며 자위 고유의 문자 몇 개가 추가되어 있다.
자위 문자는 말레이어를 표기하는 대표적인 문자 체계 중 하나이다. 자위는 파사이 이슬람 시대부터 믈라카 술탄령 시대, 조호르 술탄령과 17세기 아체까지 사용되어 왔다. 초기 도입의 흔적은 서기 1303년 (이슬람력에서는 702H 년) 테렝가누 법전 (tablet?) (바투 베르수랏 테렝가누)에서 찾아볼 수 있다. 한편 로마 문자의 최초 사용 예는 19세기 후반에 가서 찾아볼 수 있다.
자위문자는 이슬람 문명과 함께 말레이 세계에 들어오면서 사용된 아랍문자로서, 말레이어를 표기하기 위해 발전된 아랍문자의 한 변종문자이다. 자위문자의 최초 사용 흔적은 14세기 초 말레이 반도 트렝가누에서 말레이어를 아랍문자로 표기한 돌비문인 트렝가누 비문에서 찾아볼 수 있다. 그 후, 말라카 왕국의 번영과 함께 자위문자는 말라카 왕국의 공식문자로서 사회 여러 분야를 표기하는 말레이 말라카 왕국의 문자로 사용되었다. 말라카 왕국에서 사용되는 말레이어가 무역을 통하여 말레이 반도 뿐만 아니라 인도네시아 전체 지역으로 확산되어 사용되기 시작하자, 말레이어를 표기했던 자위문자 역시 인도네시아 여러 지역으로 확산되어 사용되기 시작하였다.
말레이어가 말레이세계 전체에 널리 퍼져 사용되기 시작하자, 말레이어를 표기하는 자위(아랍)문자 역시 각 지역에 퍼져 관련 지역 언어를 표기하는 변종 문자체계로 발전되었다. 자와지역에서는 순다어와 자와어 그리고 마두라어의 음운체계에 맞춰 변형 발전된 아랍문자의 변종인 페곤(Pegon)문자가 탄생되었다. 또한 말레이세계의 다른 지역에 비해 꽤 늦게 이슬람 문명이 전해진 술라웨시 남부 지역에서도 아랍문자의 변종이 발전되었다. 관련 지역의 언어인 부기스어와 마카사르어를 표기하기 위하여 변형된 세랑(Serang)문자가 아랍문자의 또 다른 변종문자이다.
자위문자의 '자위(Jawi)'라는 의미는 자와섬에 거주하는 자와사람들을 지칭하는 아랍어이다. 당시 말레이세계(오늘날의 말레이시아와 인도네시아 전체 포함)에서의 자와 지역은 외부세계에 널리 알려진 지역이었기 때문에 아랍상인들은 말레이세계 전체를 통틀어 '자와' 지역으로 불렀다. 당시 말레이어는 전체 말레이세계 뿐만 아니라 자와 지역에서도 사용되고 있었기에 아랍인들은 이들이 사용하는 언어를 자위어라고 불렀으며, 후에 아랍문자가 말레이어를 표기하게 되자 이 문자 역시 자위문자라고 불렀던 것이다.

## 문자

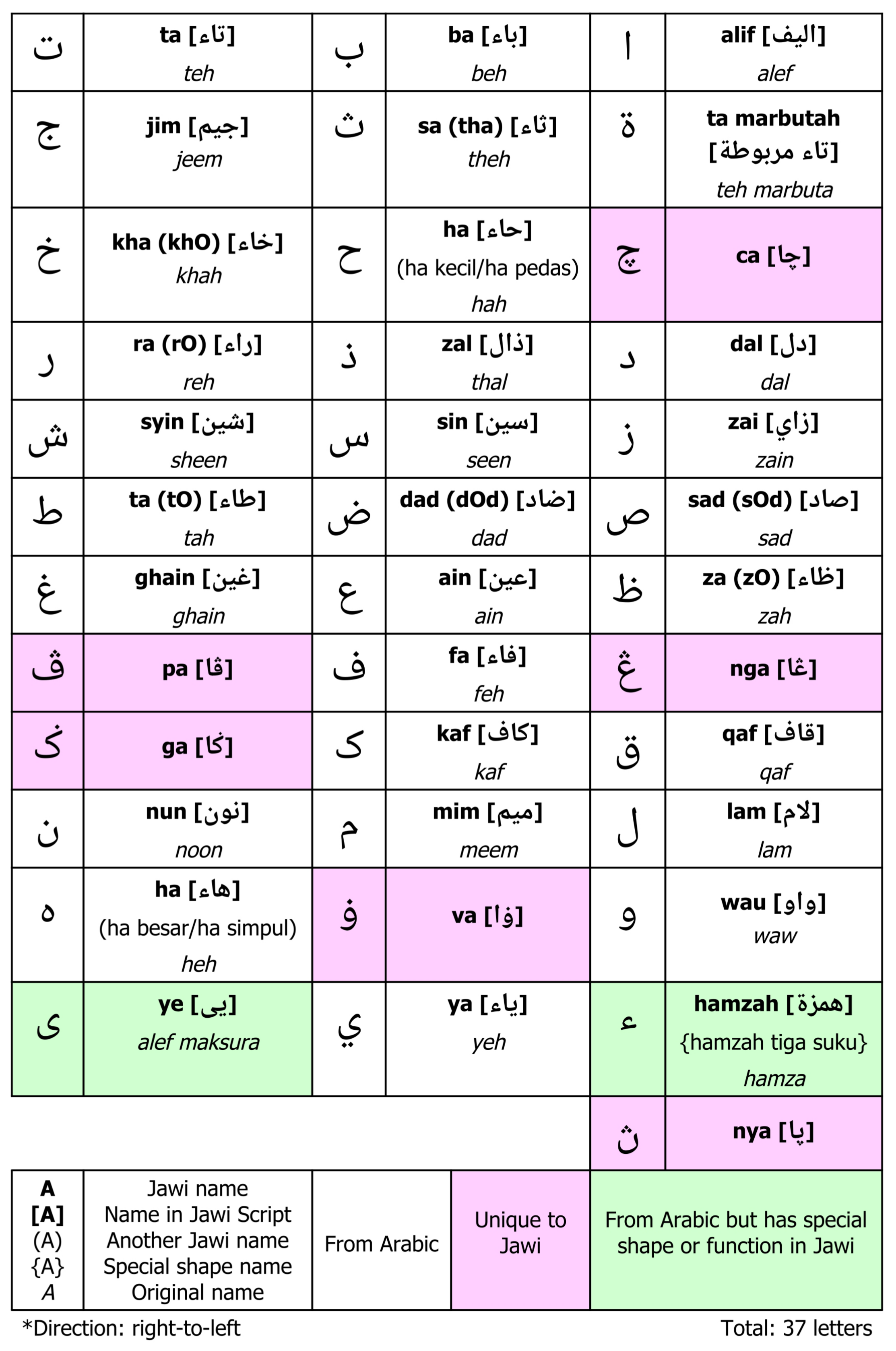
자위 문자.
표는 오른쪽에서부터 왼쪽으로 그리고 위에서 아래로 읽는다.

| 문자 | 단독 | 어말 | 어중 | 어두 | 이름        | 한글           |
| ---- | ---- | ---- | ---- | ---- | ----------- | -------------- |
| ا    | ﺍ    | ﺎ    |      |      | alif        | ㅏ/ㅖ          |
| ب    | ﺏ    | ـﺐ   | ـﺒ   | ﺑ    | ba          | ㅂ             |
| ت    | ﺕ    | ـﺖ   | ـﺘ   | ﺗ    | ta          | ㅌ             |
| ة    | ة    | ـة   |      |      | ta marbutah | ㅌ/ㅎ          |
| ث    | ﺙ    | ـﺚ   | ـﺜ   | ﺛ    | sa (tha)    | ㅆ             |
| ج    | ﺝ    | ـﺞ   | ـﺠ   | ﺟ    | jim         | ㅈ             |
| چ    | ﭺ    | ـﭻ   | ـﭽ   | ﭼ    | ca          | ㅊ             |
| ح    | ﺡ    | ـﺢ   | ـﺤ   | ﺣ    | ha          | ㅎ             |
| خ    | ﺥ    | ـﺦ   | ـﺨ   | ﺧ    | kha (khO)   | ㅋ/ㅎ          |
| د    | د    | ـد   |      |      | dal         | ㄷ             |
| ذ    | ﺫ    | ـذ   |      |      | zal         | ㄸ             |
| ر    | ﺭ    | ـر   |      |      | ra (rO)     | ㄹ             |
| ز    | ﺯ    | ـز   |      |      | zai         | ㅈ             |
| س    | ﺱ    | ـﺲ   | ـﺴ   | ﺳ    | sin         | ㅅ             |
| ش    | ﺵ    | ـﺶ   | ـﺸ   | ﺷ    | syin        | ㅅ             |
| ص    | ﺹ    | ـﺺ   | ـﺼ   | ﺻ    | sad (sOd)   | ㅅ             |
| ض    | ﺽ    | ـﺾ   | ـﻀ   | ﺿ    | dad (dOd)   | ㄷ             |
| ط    | ﻁ    | ـﻂ   | ـﻄـ  | ﻃـ   | ta (tO)     | ㅌ             |
| ظ    | ﻅ    | ـﻆ   | ـﻈـ  | ﻇـ   | za (zO)     | ㅈ             |
| ع    | ﻉ    | ـﻊ   | ـﻌـ  | ﻋ    | ain         | ㅏ/ㅣ/ㅜ/ㅋ/ㆆ |
| غ    | ﻍ    | ـﻎ   | ـﻐـ  | ﻏ    | ghain       | ㄱ/ㄹ          |
| ڠ    | ڠ    | ـڠ   | ـڠـ  | ڠـ   | nga         | 응             |
| ف    | ﻑ    | ـﻒ   | ـﻔ   | ﻓ    | fa          | ㅍ             |
| ڤ    | ﭪ    | ـﭫ   | ـﭭ   | ﭬ    | pa          | ㅃ/ㅍ          |
| ق    | ﻕ    | ـﻖ   | ـﻘ   | ﻗ    | qaf         | ㅋ             |
| ک    | ک    | ـک   | ـکـ  | کـ   | kaf         | ㅋ/ㄲ          |
| ݢ    | ݢ    | ـݢ   | ـݢـ  | ݢـ   | ga          | ㄱ             |
| ل    | ﻝ    | ـﻞ   | ـﻠ   | ﻟ    | lam         | ㄹ             |
| م    | ﻡ    | ـﻢ   | ـﻤ   | ﻣ    | mim         | ㅁ             |
| ن    | ﻥ    | ﻦ    | ـﻨ   | ﻧ    | nun         | ㄴ             |
| و    | ﻭ    | ـو   |      |      | wau         | ㅜ/ㅗ          |
| ۏ    | ۏ    | ـۏ   |      |      | va          | ㅂ             |
| ه    | ﻩ    | ﻪ    | ـﻬ   | ﻫ    | ha          | ㅎ             |
| ء    | ء    | ء    |      |      | hamzah      | ㆆ             |
| ي    | ﻱ    | ﻲ    | ـﻴـ  | ﻳ    | ya          | ㅣ/ㅖ/ㅒ/ㅑ    |
| ى    | ى    | ـى   |      |      | ye          | ㅖ/ㅏ          |
| ڽ    | ڽ    | ـڽ   | ـپـ  | پـ   | nya         | 냐             |

## 참고 문헌
- H.S. Paterson (& C.O. Blagden), 14세기 트렝가누에서 초기 말라이어 글 발견 An early Malay Inscription from 14th-century Trengganu, Journ. Mal. Br.R.A.S., II, 1924, pp. 258–263.
- R.O. Winstedt, 말레이어의 역사 A History of Malaya, revised ed. 1962, p. 40.
- J.G. de Casparis, 인도네시아의 고고지리학 Indonesian Paleography, 1975, p. 70-71.